# Asteroides troianos de Júpiter

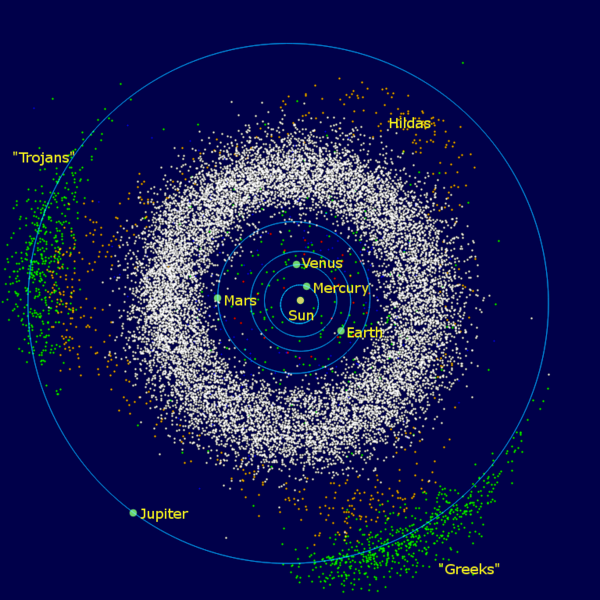
Diagrama do Sistema Solar interior mostrando os asteroides troianos de Júpiter (em verde), em frente e atrás de Júpiter, em sua órbita. Em branco, o cinturão principal de asteroides, e em marrom (ou castanho), a família Hilda de asteroides.

Os asteroides troianos de Júpiter (AO 1945: asteróides troianos de Júpiter), habitualmente chamados de troianos ou asteroides troianos, são um grande grupo de objetos que dividem a órbita do planeta Júpiter em torno do Sol. Tais asteroides agrupam-se em dois pontos, os pontos de Lagrange de estabilidade L4 e L5, que localizam-se 60° à frente e atrás do planeta, respectivamente, com um semieixo maior de aproximadamente 5,2 UA.
O primeiro asteroide troiano conhecido, 588 Achilles, foi descoberto em 1906 pelo astrônomo alemão Max Wolf. 6 178 asteroides troianos de Júpiter foram encontrados até janeiro de 2015. Acredita-se que o número total de troianos de Júpiter seja em torno de um milhão, aproximadamente igual ao número de asteroides maiores que 1 km no cinturão de asteroides. Assim como asteroides do cinturão principal, troianos de Júpiter formam famílias.
Troianos de Júpiter são corpos escuros e com espectro avermelhado. Não há evidência de água, matéria orgânica ou outros compostos químicos em suas superfícies. A densidade dos asteroides troianos (medida de maneira semelhante à que é feita para estrelas binárias) varia entre 0,8 e 2,5 g·cm−3. Acredita-se que troianos de Júpiter foram capturados em suas órbitas atuais nos estágios iniciais da formação do Sistema Solar, ou um pouco depois, durante o processo de migração dos gigantes gasosos.

## História observacional

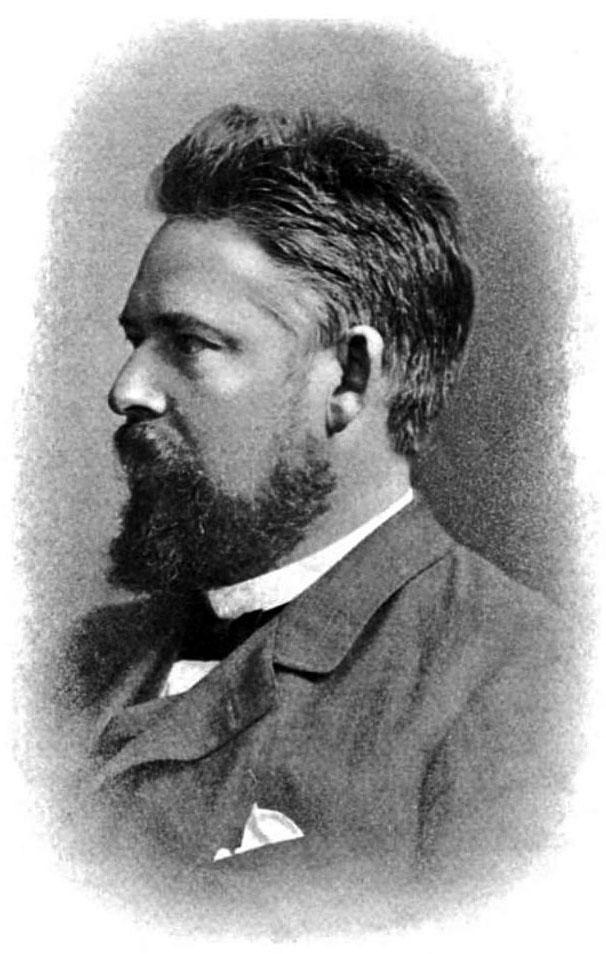
Max Wolf, descobridor do primeiro troiano de Júpiter em fevereiro de 1906.

Em 1772, o matemático Joseph-Louis Lagrange, nos seus estudos do problema de Euler dos três corpos, previu que um pequeno corpo celeste, dividindo a mesma órbita com um planeta e situado 60° à frente ou atrás da última, seria estável e permaneceria capturado nesta região. O corpo capturado libra gradualmente em direção ao ponto exato de equilíbrio, em uma órbita ferradura. Esses pontos são chamados de pontos L4 e L5 de Lagrange, respectivamente. Porém, por mais de um século nenhum asteroide foi observado nos pontos L4 e L5 de algum planeta. Os primeiros asteroides do tipo foram encontrados na órbita de Júpiter.
Em 1904 Edward Emerson Barnard fez a primeira observação registrada de um asteroide troiano, (12126) 1999 RM11, mas esta descoberta não foi notada na época. Barnard acreditava que havia observado o recém-descoberto satélite de Saturno Febe, que na época estava situado a apenas dois minutos de arcos no céu, ou possivelmente uma estrela. A identidade do objeto foi descoberta somente em 1999 quando sua órbita foi determinada.
A primeira descoberta verdadeira de um troiano ocorreu em fevereiro de 1906, quando Max Wolf do Observatório Heidelberg-Königstuhl descobriu um asteroide no ponto L4 da órbita de Júpiter, que foi nomeado posteriormente como 588 Achilles. Em 1906 e 1907 August Kopff encontrou outros dois troianos de Júpiter, 624 Hektor e 617 Patroclus. Assim como Achilles, Hektor foi descoberto no ponto L4, enquanto Patroclus foi o primeiro asteroide a ser encontrado no ponto L5 de Lagrange. Até 1938, eram conhecidos 11 troianos de Júpiter, aumentando para somente 14 em 1961. Desde então, o número de asteroides troianos descobertos aumentou drasticamente. Em janeiro de 2000, 257 troianos de Júpiter haviam sido descobertos, número que aumentou para 1 600 em maio de 2003. Até agosto de 2012, 3 397 troianos de Júpiter foram encontrados no ponto L4 de Lagrange, e 1 767 no ponto L5.

## Nomenclatura
Os troianos de Júpiter são nomeados em homenagem a heróis famosos da Guerra de Troia. Esta nomenclatura foi sugerida por Johann Palisa, que foi o primeiro astrônomo a calcular com precisão suas órbitas. Asteroides no ponto L4 (o "nódulo" ou "campo grego", ou "grupo de Aquiles") recebem nomes de heróis gregos, enquanto os asteroides no ponto L5 (o "nódulo" ou "campo troiano") recebem nomes de heróis troianos. 617 Patroclus e 624 Hektor são exceções à regra; o primeiro sendo um nome grego no campo troiano, e o último sendo um nome troiano no campo grego. Isto ocorreu porque tais asteroides foram nomeados antes da adoção dos critérios atuais de nomenclatura.
O termo troiano também é utilizado para referir-se a corpos menores com relações orbitais similares com corpos maiores. Marte e Netuno possuem troianos conhecidos, e alguns satélites de Saturno possuem satélites troianos. Em julho de 2011 foi descoberto o primeiro troiano da Terra, 2010 TK7.

## População e massa

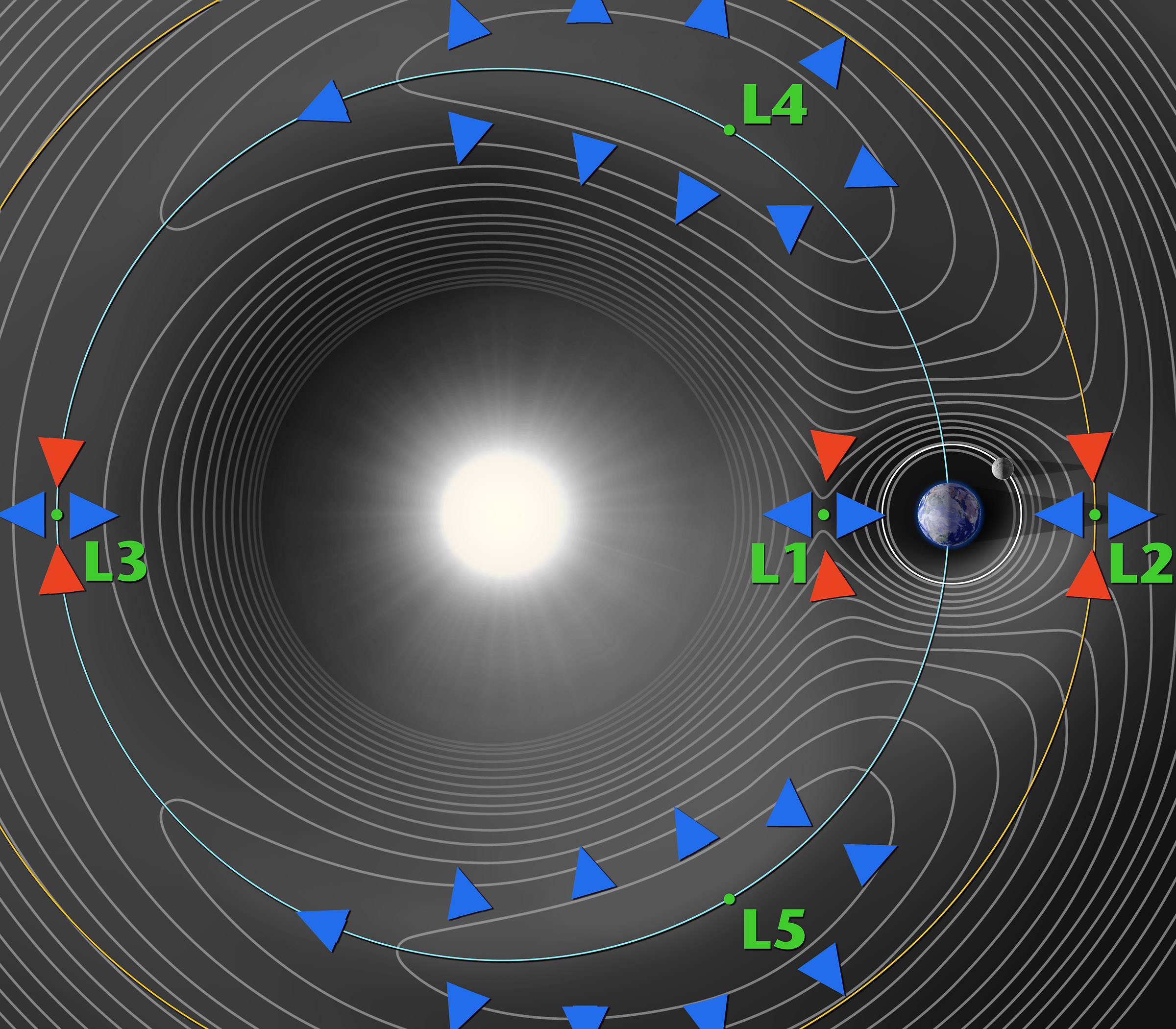
Imagem mostrando os pontos de Lagrange da Terra. L_{4} e L_{5} estão acima e abaixo do planeta, respectivamente. Os pontos de Lagrange de Júpiter estão localizados de maneira similar em sua órbita muito maior.

Estimativas do número total de troianos são baseadas em pesquisas em áreas limitadas do céu. Acredita-se que o sistema L4 contenha de 160 a 240 mil asteroides com diâmetro maior que 2 km e cerca de 600 mil com diâmetro maior que 1 km. Se o sistema L5 possuir um número comparável de objetos, mais de um milhão de asteroides troianos com pelo menos 1 km de diâmetro existem. Esse número é similar ao número de asteroides comparáveis no cinturão principal. Estima-se que a massa total dos troianos de Júpiter seja de 0,0001 a da Terra, ou um quinto da massa do cinturão principal. Acredita-se que todos os objetos mais brilhantes que magnitude absoluta 9,0 já tenham sido descobertos.
Contudo, dois estudos recentes indicam que os números acima podem superestimar o número de troianos. De acordo com eles, as estimativas exageradas são causados pela suposição de que os troianos têm um baixo albedo de cerca de 0,04, enquanto corpos menores podem ter um albedo de até 0,12, e pela suposição incorreta acerca da distribuição dos troianos no céu. Segundo as novas estimativas, o número total de asteroides troianos com um diâmetro maior que 2 km é de 6,3 ± 1,0×104 e 3,4 ± 0,5×104 nos campos L4 e L5, respectivamente. Esses números seriam reduzidos por um fator de 2 se troianos pequenos forem mais reflexivos que os maiores.
O número de troianos conhecidos no ponto L4 é um pouco maior que no ponto L5. Visto que os troianos mais brilhantes estão igualmente distribuídos nos dois grupos, a diferença é provavelmente devido a viés sistemático de observação. Entretanto, alguns modelos indicam que o grupo L4 pode ser um pouco mais estável do que o ponto L5.
O maior asteroide troiano é 624 Hektor, que possui um raio médio de 101,5 ± 1,8 km. Existem poucos asteroides troianos com tamanho comparável. À medida que o tamanho diminui, o número de troianos cresce rapidamente até 84 km, muito mais do que no cinturão principal de asteroides. Um diâmetro de 84 km corresponde a uma magnitude absoluta de 9,5, assumindo um albedo de 0,04. Entre 40 e 4,4 km, a distribuição de troianos é similar à de asteroides do cinturão principal. Nada se sabe sobre as massas de troianos menores. Esta distribuição sugere que os troianos de menor tamanho são produzidos através da colisão de troianos maiores.

## Órbitas

Animação da órbita de 624 Hektor (em azul), comparada à de Júpiter.

Os troianos de Júpiter possuem órbitas com raios entre 5,05 e 5,35 UA (com um semieixo maior médio de 5,2 ± 0,15 UA), e são distribuídos ao longo de regiões curvadas e enlogadas em torno dos dois pontos de Lagrange. Cada grupo ocupa cerca de 26° da órbita de Júpiter, correspondendo a uma distância de 2,5 UA. A espessura dos grupos troianos é de cerca de 2 raios de Hill de Júpiter, ou 0,6 UA. Muitos troianos de Júpiter possuem grandes inclinações orbitais em relação ao plano orbital do planeta, de até 40°.
Os troianos não mantêm uma separação fixa de Júpiter. Eles lentamente libram em torno de seus respectivos pontos de equilíbrio, aproximando-se ou afastando-se periodicamente do planeta. Eles geralmente possuem um trajeto orbital chamado de órbita girino em torno dos pontos de Lagrange; o período médio de libração é de 150 anos. A amplitude da libração (ao longo da órbita) varia de 0,6° a 88°, com uma média de 33°. Simulações mostram que troianos podem possuir trajetos orbitais ainda mais complicados se movendo de um ponto de Lagrange para outro, em órbitas ferraduras, embora nenhum troiano com uma órbita assim tenha sido descoberto ainda.

### Famílias dinâmicas e sistemas binários
Como troianos possuem um número muito menor de possíveis posições que asteroides do cinturão principal, o estabelecimento de famílias dinâmicas na população troiana é mais difícil que no cinturão de asteroides. Isto significa que famílias tendem a ocupar partes de outras famílias e se fundir com o grupo principal. Em 2003, cerca de uma dúzia de famílias dinâmicas foram identificadas entre os troianos de Júpiter. Elas são muito menores em tamanho do que as famílias do cinturão principal. A maior família identificada, o grupo Menelaus, consiste em apenas oito membros.
Em 2001, 617 Patroclus se tornou o primeiro asteroide binário troiano conhecido. A órbita do sistema é extremamente próxima, com uma separação de 650 km, comparada com os 35 000 km da esfera de Hill do corpo primário. Acredita-se que o maior troiano de Júpiter, 624 Hektor, seja também binário.

## Propriedades físicas

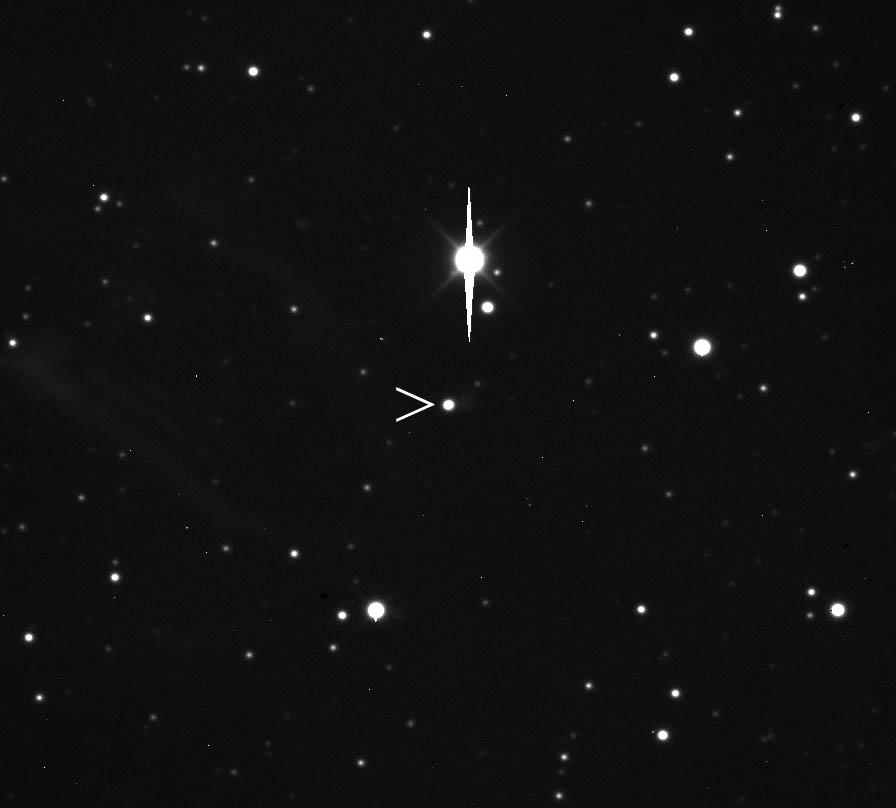
O troiano 624 Hektor possui um brilho aparente similar ao do planeta anão Plutão.

Os troianos de Júpiter são corpos escuros de forma irregular. O albedo geométrico destes asteroides varia, no geral, entre 3% e 10%, com a média sendo de 0,056 ± 0,003 para objetos maiores que 57 km. O asteroide 4709 Ennomos possui o maior albedo de todos os troianos conhecidos (0,18). Pouco se sabe sobre a massa, composição química, rotação ou outras propriedades físicas dos troianos.

### Rotação
A rotação dos asteroides troianos não é bem conhecida. Análises da curva de luz de rotação de 72 troianos de Júpiter indicam um período de rotação médio de 11,2 horas, enquanto que o período médio de rotação dos asteroides do cinturão principal é de 10,6 horas. A distribuição do período de rotação dos troianos é similar a uma distribuição de Maxwell-Boltzmann, enquanto que a distribuição dos asteroides do cinturão principal não é uma distribuição de Maxwell-Boltzmann, com uma carência de asteroides com períodos entre 8 e 10 horas. A distribuição de Maxwell-Boltzmann dos períodos de rotação dos troianos pode indicar que os eles tenham passado por uma evolução com mais colisões que os asteroides do cinturão principal.
Porém, em 2008, um grupo da Faculdade Calvin analisou a curva de luz de uma amostra de dez troianos e calculou um período de rotação médio de 18,9 horas, um valor significativamente maior que o para asteroides do cinturão principal de tamanho similar (11,5 horas). A diferença pode indicar que os asteroides troianos possuem uma densidade menor que os do cinturão principal, possivelmente indicando formação no cinturão de Kuiper.

### Composição
Espectroscopicamente, os troianos de Júpiter são em sua maioria asteroides do tipo D, que também predominam nas regiões externas do cinturão principal. Um pequeno número de troianos são classificados como tipo P ou tipo C. Os espectros dos troianos são vermelhos (indicando que eles refletem mais luz em comprimento de ondas maiores) ou neutros e sem características. Não há uma evidência firme de água, matéria orgânica ou outros composto químicos, embora 4709 Ennomos possua um albedo um pouco maior que a média troiana, possivelmente indicando a presença de água no estado sólido. Além disso, outros troianos, como 911 Agamemnon e 617 Patroclus, mostram absorções muito fracas, a 1,7 e 2,3 μm, o que pode indicar matéria orgânica. Os espectros dos troianos são similares aos dos satélites irregulares de Júpiter, e de certa maneira, a núcleos de cometas, mas são muito diferentes que objetos do cinturão de Kuiper, que são mais avermelhados. Eles podem corresponder a uma mistura de água no estado sólido, um material rico em carbono, e silicatos ricos em magnésio. A composição dos troianos aparenta ser bem uniforme, com pouca variação entre os dois grupos.
Uma equipe do Observatório Keck no Havaí anunciou em 2006 que havia calculado a densidade do asteroide binário 617 Patroclus, sendo 0,8 g/cm3, menor que a do gelo, sugerindo que o par, e possivelmente vários outros asteroides troianos, são mais similares em tamanho e composição (gelo e poeira) a cometas e objetos do cinturão de Kuiper que a asteroides do cinturão principal. Por outro lado, a densidade de 624 Hektor, determinada através de sua curva de luz de rotação, é de 2,48 g/cm3, significativamente maior que a de 617 Patroclus. Essa grande diferença de densidade é um mistério, e indica que densidade talvez não seja um bom indicador da origem dos asteroides troianos.
Uma análise comparativa da inclinação espectral e distribuições de cores de asteroides Troianos de Júpiter, com especial atenção às famílias de asteroides. Usamos uma amostra de dados do Catálogo de objetos moveis do Sloan Digital Sky Survey, junto com espectros obtidos de várias pesquisas. Descobrimos que a distribuição de inclinações espectrais entre os asteroides de Troianos mostra uma bimodalidade. Cerca de 2/3 dos objetos têm espectros avermelhados compatíveis com asteroides do tipo-D, enquanto os corpos remanescentes mostram menos cores avermelhadas compatíveis com as classificações tipo-P e tipo-C.  Os membros das famílias de asteroides também apresentam uma distribuição bimodal com uma predominância muito pequena dos asteroides do tipo D, mas o cenário é claramente dominado pelos tipos-D. Os grupos L4 e L5 (nuvens verdes na animação) mostram diferentes distribuições de inclinações espectrais, e a bimodalidade é observada apenas em L4. Essas diferenças podem ser atribuídas às famílias de asteroides, uma vez que os asteroides de fundo apresentam as mesmas distribuições de declive em ambos os grupos. A análise de famílias individuais indica que as famílias em L5 são taxonomicamente homogêneas, mas em L4 elas mostram uma mistura de tipos taxonômicos.

## Origem e evolução
Duas principais teorias foram propostas para explicar a formação e evolução dos troianos. A primeira sugere que os troianos formaram na mesma região no Sistema Solar que Júpiter, e entraram em suas órbitas atuais à medida que o planeta se formava. O último estágio da formação de Júpiter envolveu o crescimento acelerado de sua massa através da acreção de grandes quantidades de hidrogênio e hélio do disco protoplanetário. Durante este período de crescimento, que durou apenas 10 000 anos, a massa de Júpiter aumentou em um fator de 10. Os planetesimais que tinham órbitas aproximadamente iguais à de Júpiter foram capturadas pela gravidade cada vez maior do planeta. O mecanismo de captura foi bastante eficiente—cerca de 50% dos planetésimos restantes foram capturados. Essa hipótese possui dois problemas primários: o número de corpos capturados excede a população de troianos descobertos por quatro ordens de magnitude, e os asteroides troianos atuais possuem inclinações orbitais maiores que o predito pelo modelo de captura. No entanto, um forte ponto a favor desta teoria é a falta de troiano de Saturno; simulações mostram que esse modelo de formação também inibiria a formação de troianos similares na órbita de Saturno, sendo que até o presente nenhum asteroide troiano foi descoberto em torno de Saturno.
A segunda teoria, parte do modelo de Nice, propõe que os troianos foram capturados durante o processo de migração planetária de Júpiter, que ocorreu cerca de 500 a 600 milhões de anos após a formação do Sistema Solar. A migração foi desencadeada pela formação da ressonância orbital de 1:2 entre Júpiter e Saturno. Durante esse período, Urano, Netuno, e de certa maneira, Saturno, afastaram-se do Sol, enquanto Júpiter se aproximou do Sol. Os planetas gigantes em migração desestabilizaram o cinturão de Kuiper primordial, lançando milhões de objetos ao Sistema Solar interno. Além disso, a influência gravitacional dos quatro gigantes gasosos também teria afetado quaisquer troianos preexistentes. Segundo esta teoria, a população atual de troianos de Júpiter foi o resultado da captura dos corpos provenientes do Cinturão de Kuiper, à medida que Júpiter e Saturno se distanciaram da ressonância.
O futuro a longo prazo dos troianos é incerto, visto que várias ressonâncias fracas com Júpiter e Saturno fazem-nos comportar-se de forma caótica com o tempo. Além disso, colisões gradualmente diminuem o número de troianos restantes, à medida que os fragmentos são ejetados. Troianos ejetados poderiam temporariamente tornar-se satélites irregulares de Júpiter ou cometas da família de Júpiter. Simulações mostram que até 17% dos troianos de Júpiter são instáveis ao longo da idade do Sistema Solar, e portanto, devem ter sido ejetados de suas órbitas no passado. Levison et al. acreditam que cerca de 200 troianos ejetados com mais de 1 km de diâmetro podem estar movendo-se pelo Sistema Solar, alguns possivelmente possuindo uma órbita que cruza a Terra. Alguns dos troianos ejetados podem tornarem-se parte da família de cometas de Júpiter, à medida que se aproximam do Sol e o gelo na superfície evaporar.